# 澤萊內哈伊 (赫爾松區)
澤萊內哈伊（烏克蘭語：Зелений Гай），是乌克兰南部赫尔松州赫尔松区乔尔诺巴伊夫卡乡级市镇内的村落。面積0.6平方公里，海拔高度52米，2001年人口145，人口密度每平方公里240.5人。